# 香缅树杜鹃
香缅树杜鹃（学名：Rhododendron tutcherae）为杜鹃花科杜鹃花属下的一个种。

## 扩展阅读
- 維基物種上的相關：香缅树杜鹃